# 横浜市立桜井小学校
横浜市立桜井小学校（よこはましりつ さくらいしょうがっこう）は、神奈川県横浜市栄区上郷町にある市立小学校。

## 沿革
出典
- 1982年（昭和57年）
  - 4月1日 - 横浜市立本郷小学校より分離独立し、桜井小学校として開校。
  - 4月5日 - 始業式と第1回入学式挙行。
  - 6月24日 - 第1回開校記念日。
- 1984年（昭和59年）1月21日 - 校歌と校章制定し、校旗完成。
- 1986年（昭和61年）
  - 時期不明 - 校庭緑化工事完了。
  - 11月15日 - 創立5周年記念式典挙行。
- 1991年（平成3年）11月9日 - 創立10周年記念式典挙行し、祝賀会開催。
- 2000年（平成12年）6月14日 - はまっ子ふれあいスクール開設。
- 2007年（平成19年）6月30日 - 「桜井小学校おやじの会」発足。
- 2008年（平成20年） - 全教室に扇風機設置。
- 2009年（平成21年） - 校庭全面改修工事完了。
- 2010年（平成22年） - 体育館耐震工事完成。
- 2012年（平成24年） - 創立30周年記念式典挙行。
- 2021年（令和3年）11月26日 - 創立40周年記念式挙行。新型コロナウイルス感染拡大の影響で、児童は教室内でのテレビ中継での視聴となった[2]。